# 神保長職
神保 長職（じんぼう ながもと）は、戦国時代の大名。越中国守護代・神保氏当主。増山城城主。初代富山城城主。

## 生涯

### 越中を掌握するまで
神保慶宗の子とされる。仮名は不明。長誠以後の神保氏嫡流が称する官途である宗右衛門尉を継承していることから、その後継者を自認していたことは確かである。慶宗には小法師という嫡子がいたことから、これが後の長職である可能性がある。慶宗が越中守護の畠山尚慶（尚順）より偏諱を賜ったのに倣い、長職も同じく、守護の畠山稙長より「長」の一字を受けた可能性がある。
また、江戸時代の史書『越登賀三州史』において富山城を築城した水越勝重が「後に神保越中守長職と称す」とあり同一人物と考えられていたが、これは誤伝で勝重は長職の家臣であることがわかっている。また、長職が越中守を称した事実はない（越中守を称したのは子の神保長住）。『富山之記』では、長職に相当する人物が受領名越前守を称しているが、一次史料からは確認出来ていない。
永正17年12月22日（1521年1月30日）、慶宗が畠山尚順と越後守護代・長尾為景の連合軍に敗れて自刃し、神保家は連合軍側に与した神保慶明が継承したと思われる。
享禄4年（1531年）、加賀国における享禄の錯乱に神保氏は守護方連合軍の一員として出兵したが、神保勢は加賀国太田の戦いで悉く敗北し落命したという。この時の神保氏当主の名前は不明であり、前述の慶明の可能性もある。
神保長職の名が確実な史料に現れるのは天文年間になってからである。長職は神保家の再興に努め、天文12年（1543年）頃、神通川を越えて新川郡に東進して富山城を築き、椎名長常と国人衆を巻き込み越中を二分した越中大乱と呼ばれる大戦を引き起こした。
長職は更に南進して城生城主・斎藤氏を一年余に渡って包囲するなど猛威を奮い、能登畠山氏の仲裁により大乱は終結したものの、常願寺川以西を併呑し、神保家を越中最大の勢力に築き上げた。

### 上杉氏との抗争
永禄2年（1559年）、再び椎名氏への圧迫をはじめ、長尾景虎（のちの上杉謙信。以下「謙信」とする）により仲裁を受けるが、その後も攻撃を止めなかった。
永禄3年（1560年）、謙信の越中出兵を招いて敗北し、富山城を放棄して増山城へ逃げ込み、畠山氏の仲介を受けて上杉謙信と和睦した。ところがその後も甲斐の武田信玄と通謀して椎名氏への圧迫を続け、永禄5年（1562年）の7月に謙信の再侵攻を受けて敗北。
上杉軍が帰国するとすぐに再起し、勝興寺・瑞泉寺の越中一向一揆の二大寺院を味方につけ、9月5日には神通川の合戦で上杉方・椎名勢を撃破し、上杉方についていた同族の神保民部大夫、椎名家重臣の神前孫五郎、土肥二郎九郎などを討ち取る大勝利をおさめた。その勢いを駆って新庄城、堀江城を落とし、さらに松倉城下まで椎名氏を追い詰めたが、翌10月になると再び謙信が後詰に来援したため、椎名氏打倒は目前で阻止、逆に居城の増山城を包囲されてしまい、またも能登畠山氏の仲介で降伏を余儀なくされた。

### 上杉方への鞍替え
長職は神通川以東を失ったが、本領の射水・婦負二郡の支配権は従前通り認められた。その後も上杉氏・椎名氏とは対立を続けたが、永禄9年（1566年）に能登畠山氏に内紛が起こり、畠山義綱父子が重臣により追放されると、長職は上杉謙信と共同して義綱の能登復帰作戦を支援する。
永禄11年（1568年）3月、椎名康胤が上杉氏を離反して武田・一向一揆方に立つと、長職は謙信と結び、放生津に出陣し、守山城の一向一揆を攻撃した。
神保家中は嫡子・神保長住を仰ぐ家老・寺島職定を中心とする反上杉派が台頭し、親上杉派の家老・小島職鎮と対立した。長職は長住一派を弾圧し、それまで親密だった一向一揆への攻撃を開始したため家中は分裂し内戦状態となった。上杉氏の介入によって反上杉派は壊滅したが、神保家の上杉氏への従属を深める結果となった。長住は出奔して後に京で織田信長に仕えた。
永禄13年（1570年）1月、足利義昭を擁し上洛を果たした信長が義昭の名で全国の有力諸大名に上洛命令を発した中には、「越中神保名代」も含まれていた。しかしこの頃神保氏は内紛の結果疲弊しており、名代を派遣できたかは不明。また、家中の実権は次第に親上杉派の小島職鎮に牛耳られていったとされる。長職は剃髪して宗昌と号し、家督を次男神保長城に譲った。
元亀2年（1571年）12月、長職は再び謙信に背き、信玄につき、本願寺と和睦した。配下の小島職鎮、神保覚広はこれに従わず、守備していた日宮城を一向一揆に攻められている。
天正4年（1576年）3月、長職は日宮城から謙信に援助を求めている。これ以降史料に現れなくなる。

### 神保氏の衰退
長職の反上杉路線は長城に継承されたが、天正4年（1576年）、足利義昭により第三次信長包囲網が形成されると、上杉氏は反織田信長の立場を鮮明にし、北陸地方へ大規模な侵攻を行った。この際に増山城は攻略され、長城の消息も途絶えてしまい、ここに長職の再興した神保氏嫡流は滅亡した。織田氏に仕えた嫡子長住は、一時は富山城主に返り咲いたが後に信長により追放され、庶流の神保氏張が後に佐々氏、次いで徳川氏に仕えている。

## 偏諱を与えた人物
- 神保長住（長男）
- 神保長城（次男。長国、昌国かとも）
- 神保長国（三男かとも、昌国かとも）
- 神保昌国（三男かとも）
- 神保職広（神保氏一門、家臣）
- 小島職鎮（家老）
- 塩井職清（家臣）
- 寺島職定（家老）
- 水越職勝（家臣、水越勝重の子か）